# Tętnica szczękowa

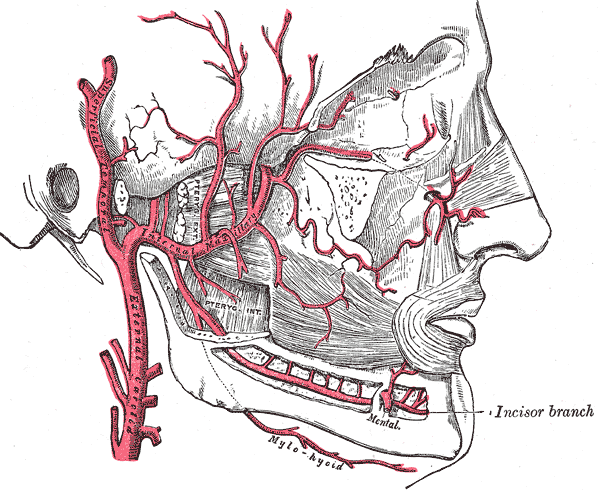
Tętnica szczękowa prawa (Internal Maxillary) wraz z gałęziami.

Tętnica szczękowa (łac. arteria maxillaris, ang. maxillary artery) – w anatomii człowieka tętnica będąca jedną z dwóch (obok tętnicy skroniowej powierzchownej) końcowych gałęzi tętnicy szyjnej zewnętrznej. Jest głównym pniem tętniczym doprowadzającym krew do twarzoczaszki. 

## Przebieg
Rozpoczyna się na przyśrodkowej powierzchni szyjki wyrostka kłykciowego żuchwy odchodząc przyśrodkowo od pnia tętnicy szyjnej zewnętrznej. Następnie biegnie przyśrodkowo przez dół podskroniowy przechodząc w szczelinie między mięśniem skrzydłowym bocznym a mięśniem skroniowym. Układa się tam bocznie do nerwu żuchwowego i nerwu zębodołowego dolnego. Następnie dalej w kierunku przyśrodkowym zmierza do dołu skrzydłowo-podniebiennego, gdzie rozpada się na gałęzie końcowe. W jej przebiegu wyróżnia się trzy odcinki:
- pierwszy – w okolicy szyjki wyrostka kłykciowego żuchwy
- drugi – w dole podskroniowym (między mięśniami żucia)
- trzeci – w dole skrzydłowo-podniebiennym.

## Gałęzie
W odcinku pierwszym:

Schemat odcinków i gałęzi tętnicy szczękowej prawej.

- tętnica uszna głęboka – odchodzi ku górze i ku tyłowi. Zaopatruje przewód słuchowy zewnętrzny.
- tętnica bębenkowa przednia. Wchodzi do jamy bębenkowej przez szczelinę skalisto-bębenkową, zaopatrując błonę bębenkową i inne elementy jamy bębenkowej.
- tętnica zębodołowa dolna, biegnie ku dołowi i nieco do przodu, wchodząc do otworu żuchwowego a dalej biegnie w kanale żuchwy.
  - gałąź żuchwowo-gnykowa (łac. ramus mylohyoideus) – odchodzi od tętnicy zębodołowej dolnej tuż przed jej wejściem do kanału żuchwy. Dochodzi do mięśnia żuchwowo-gnykowego.
  - gałęzie zębowe (łac.rami dentales) – do zębów żuchwy
  - gałęzie zębodołowe (łac. rami alveolares) – do zębodołów żuchwy
  - gałęzie dziąsłowe (łac. rami gingivales) – do dziąseł żuchwy
  - gałęzie śródkościa (łac. rami diploici) – do śródkościa żuchwy
  - tętnica bródkowa – gałąź wychodząca przez otwór bródkowy żuchwy. Dochodzi do bocznej powierzchni bródki unaczyniając ją. Następnie zespala się z tętnicą wargową dolną oraz gałązkami tętnicy podbródkowej.
  - gałąź przysieczna (łac. ramus incisivus) – końcowa gałąź tętnicy zębodołowej dolnej. Zespala się ona z tą samą gałęzią tętnicy przeciwległej.
- tętnica oponowa środkowa – biegnie pionowo ku górze, przechodząc pomiędzy odnogami nerwu uszno-skroniowego. Następnie dostaje się do jamy czaszki przez otwór kolcowy w kości klinowej. Zaopatruje oponę twardą dwoma gałęziami:
  - gałąź ciemieniowa (łac. ramus parietalis)
  - gałąź czołowa (łac. ramus frontalis

Pozostałe gałęzie tętnicy oponowej środkowej:
- - tętnica bębenkowa górna – w swoim przebiegu towarzyszy nerwowi skalistemu mniejszemu i wchodzi do jamy bębenkowej
  - gałąź łącząca z tętnicą łzową (łac. ramus communicans cum a. lacrimali)

W odcinku drugim tętnica szczękowa oddaje gałęzie zaopatrujące mięśnie żucia:
- tętnica żwaczowa – dochodzi do mięśnia żwacza
- gałęzie skrzydłowe (łac. rami pterygoidei) – dochodzą do mięśnia skrzydłowego przyśrodkowego oraz bocznych górnego i dolnego
- tętnice skroniowe głębokie – przednia i tylna – dochodzą do mięśnia skroniowego
- tętnica policzkowa – dochodzi do mięśnia policzkowego. Zaopatruje także błonę śluzową policzka. Zespala się ona z gałązkami tętnicy twarzowej.

W odcinku trzecim:
- tętnica podoczodołowa – wchodzi do oczodołu przez szczelinę oczodołową dolną. Następnie biegnie ku przodowi w bruździe podoczodołowej i wchodzi do kanału podoczodołowego. Przez otwór podoczodołowy wychodzi ona na twarz i rozpada się na gałązki końcowe. Zaopatruje przednią powierzchnię szczęki.

Przechodząc przez kanał podoczodołowy tętnica podoczodołowa oddaje gałęzie unaczyniające zęby szczęki
- - tętnice zębodołowe górne przednie – dochodzą do szczytów zębodołów położonych z przodu
  - tętnica zębodołowa górna tylna – biegnie po powierzchni tylnej guza szczęki. Zaopatruje zęby szczęki położone z tyłu

Gałęzie końcowe tętnicy szczękowej:
- tętnica klinowo-podniebienna – wchodzi do otworu klinowo-podniebiennego dostając się do jamy nosowej. Jest główną tętnicą unaczyniającą jamę nosową.
  - tętnice nosowe tylne boczne – zaopatrują głównie boczną ścianę jamy nosowej, biegnąc ku przodowi po małżowinach nosowych
  - tętnice nosowe tylne przegrody – od tyłu dochodzą do przegrody nosowej rozkrzewiając się w jej błonie śluzowej
- tętnica podniebienna zstępująca – biegnie w dół przez kanał skrzydłowo-podniebienny. Oddaje gałęzie:
  - tętnica kanału skrzydłowego – zaopatruje kanał skrzydłowy. Towarzyszy nerwowi kanału skrzydłowego
  - tętnice podniebienne mniejsze – biegną ku dołowi i wchodząc do kanałów podniebiennych mniejszych dostają się do jamy ustnej. Zaopatrują podniebienie miękkie oraz dochodzą do migdałka podniebiennego.
  - tętnice podniebienne większe – dostają się do jamy ustnej przez otwory podniebienne większe. Biegną dalej ku przodowi po sklepieniu podniebienia twardego zaopatrując je. Dochodzą do dziąseł zębów szczęki.
    - tętnica nosowo-podniebienna – przechodzi przez otwór przysieczny dostając się na dno jamy nosowej.